# Eurypauropus ornatus
Eurypauropus ornatus är en mångfotingart som beskrevs av Robert Latzel 1884. Eurypauropus ornatus ingår i släktet Eurypauropus och familjen Eurypauropodidae. Inga underarter finns listade i Catalogue of Life.